# Skamstrup Mølle
Skamstrup Mølle er en hollandsk kornmølle der ligger i Skamstrup mellem Kalundborg og Holbæk.
Møllen er fra 1872 og fungerede frem til 1959. 
I 1992 begyndte en gruppe tilknyttet Skamstrup Landsbyforening et initiativ til at sætte mølle i stand så den kunne male igen og fungere som turistattraktion.
Realdania støttede en omlægning af vejen til mølle.
Møllen ligger et par hundrede meter syd for Skamstrup Kirke.